# SEVENDIP
SEVENDIP (Search for Extraterrestrial Visible Emissions from Nearby Developed Intelligent Populations; deutsch Suche nach außerirdischen sichtbaren Emissionen von nahegelegenen entwickelten intelligenten Populationen) war ein vom Berkeley SETI Research Center an der University of California, Berkeley, entwickeltes Projekt, das mit sichtbaren Wellenlängen nach intelligenten Signalen außerirdischen Lebens aus dem Weltraum suchte.
Zwischen 1997 und 2007 nutzte SEVENDIP ein automatisiertes optisches 760 mm Teleskop in Lafayette (Kalifornien), um den Himmel nach potenzieller optischer interstellarer Kommunikation im Laser gepulsten-Nanosekunden-Zeitbereich zu scannen. Ein weiteres Instrument wurde auf dem automatisierten 0,8-Meter-Teleskop des Leuschner Observatoriums in Berkeley montiert. Ihre Sensoren haben eine Anstiegszeit von 0,7 ns und sind empfindlich für Wellenlängen von 300 bis 700 nm.
Die Zielliste umfasste hauptsächlich nahe F-Typ-Hauptreihensterne-, G-Sterne-, K-Sterne- und M-Sterne, sowie einige Kugelsternhaufen und Galaxien. Die Leuschner-Pulssuche untersuchte mehrere tausend Sterne, jeden für etwa eine Minute oder länger.